# Masacre de la Pobla de Pasanant
El crimen de la Pobla de Ferran (municipio de Passanant) fue un asesinato masivo que ocurrió la tarde del 21 de mayo de 1928 en el pueblo del mismo nombre, ubicado en la provincia de Tarragona, Cataluña, España. Murieron 10 personas, la gran mayoría niños y mujeres. El asesino itinerante José Marimón Carles, de 26 años, salió armado de su casa y atacó a los niños y demás ciudadanos que había por la calle. Luego emprendió la huida por el monte, donde fue buscado por el somatén y la Guardia Civil hasta que fue localizado y eliminado el día 27, tras casi una semana de persecución. Actualmente es el peor tiroteo en masa ocurrido en la historia de España.

## El tiroteo
El 21 de mayo, a las 6 de la tarde, abandonó su domicilio llevando una escopeta en la mano. Coincidió con tres niños en la calle a los que consiguió convencer para llevarles a un pajar "para ver como mataba pichones". Al llegar al citado pajar fueron asesinados los tres. Luego volvió a su domicilio a recargar munición. Cuando salió repitió su modus operandi con otros dos niños en otro pajar. De regreso nuevamente al pueblo se encontró con un niño, al que mató, luego se introdujo en una casa ajena y mató a su dueña, a continuación de vuelta a la calle disparó a otras dos mujeres y a una tercera la atacó con un hacha.
Después salió del poblado y se dirigió a los bosques. El hecho de que no hubiera hombres en el pueblo en ese momento, al estar en el campo trabajando, hizo que pudiera escapar libremente. Luego el alcalde convocó el somatén, que con la colaboración de una unidad de la Guardia Civil de Montblanch se dispusieron a darle captura.

## Muerte
Finalmente el día 27, tras casi una semana de búsqueda, a las ocho de la mañana un grupo de somatenistas y de guardias civiles lo localizan oculto en un campo de avena dormido. Un cabo de la guardia civil lo apunta con el arma y cuando este se da cuenta e intenta coger su escopeta el guardia le dispara matándolo de un disparo en la cabeza (el proyectil entró por el ojo izquierdo y salió por el occipital), falleciendo en el acto. Luego fue trasladado al cementerio de Pasanant.

## Víctimas
- Miguel Torres, 3
- Salvador Torres, 5
- José Torres, 9
- José Rabada Trilla, 12
- Ramón Eloy, 5
- Teresa Roca Marimón, 5
- Ramona Rabada, 4
- Carmen Rabada, 3
- Francisca Canela, 65
- Rosa Eloy, 45

Heridas: Antonia Marimón Roca, 28, y Marina Roca Rull, 20